# Ryohei Suzuki
Ryohei Suzuki (鈴木 良平, Suzuki Ryōhei, 12 juni 1949) is een Japans voormalig voetballer en trainer.

## Carrière
In 1986 werd Suzuki aangesteld als coach van het Japans vrouwenvoetbalelftal. Hij gaf leiding aan het Japans elftal, dat deelnam aan het Aziatisch kampioenschap 1986 en daar behaalde Japan zilver op de Spelen. Suzuki werd nadien opnieuw trainer van de Nikko Securities Dream Ladies.